# Pârgar
Pârgarul era, în Evul Mediu, un membru în sfatul administrativ al unui oraș sau al unui târg din țările române. El îl asista, în atribuțiile sale, pe jude (în Muntenia), respectiv pe șoltuz (în Moldova). 
Fiecare șoltuz sau județ era ajutat în activitatea sa de un sfat format din 6-12 pârgari.
Istoricul Alexandru D. Xenopol a precizat că acest titlu provine din limba germană, din termenul Bürger (literal cetățean, de la Burg = cetate). Conform lingviștilor, termenul de pârgar a pătruns în limba română pe filieră maghiară, prin intermediul cuvântului polgár (tot de la „Bürger”).